# Língua chipewyan
Dene Suline ou Chipewyan (também  Dëne Sųłiné, Dene Sųłiné, Dene Suliné, Dëne Suliné, Dene Soun’liné ou apenas Dene) é a língua falada pelos Chipewyan no Canadá central. O idioma é categorizado como parte das  línguas atabascanas setentrionais. Dene Suline tem mais de onze mil falantes no Canadá, sendo que a maioria está em  Saskatchewan, Alberta nos Territórios do Noroeste, mas tem status de língua oficial nos Territórios do Noroeste junto com outras oito línguas indigenas das Américas: Cree, Dogrib, Gwich’in, Inuktitut, Inuinnaqtun, Inuvialuktun, Slavey norte e Slavey sul.
Outras línguas Na-Dené são Apache,  Eyak, Gwich’in, Hän, Navajo.

## Nome
O nome Chipewyan é uma palavra da língua Cree. a língua foi chamada de "Montagnais" por missionários franceses

## História
O Chipewyan foi a primeira das línguas atabascanas a ser identificada e documentada pelos europeus no Canadá, em 1686, no posto de abastecimento York Factory. Listas de vocabulários foram publicadas durante o século XVXIII. 

## Escritas
A língua Chipewyan 
apresenta uma escrita no alfabeto latino e outra num silabário desenvolvido por missionários em 1904. A escrita latina é perceptível a seguir em “Fonologia”.
A escrita no silabário apresenta 124 símbolos provenientes da combinação de 31 sons consoantes com as 4 vogais a, e, i, o/u; há ainda formas para 13 consoantes no final de palavras.

## Falantes
Chipewyan é falada por pessoas de todas as faixas etárias E muitos de seus falantes também, falam o Cree. Porém, em localidades como Cold Lake no norte de Alberto somente os maiores de 60 anos a falam bem, embora estejam ocorrendo estorços para reviver o idioma entre os mais jovens num programa de imersão nas escolas locai. 

## Fonologia

### Consoantes
São 39 as consoantes Dene Suline aqui representadas em simbologia IPA:
|                |                | Bilabial | Inter- dental | Dental | Dental  | Post- alveolar | Velar/Uvular | Velar/Uvular | Glotal |
| central        | lateral        | Bilabial | Inter- dental | plana  | labial  | Post- alveolar |              |              | Glotal |
| -------------- | -------------- | -------- | ------------- | ------ | ------- | -------------- | ------------ | ------------ | ------ |
| Nasal oclusiva | Nasal oclusiva | m        |               | n      |         |                |              |              |        |
| Plosiva        | plain          | b p      |               | d t    |         |                | g k          | gw kʷ        |        |
| Plosiva        | aspirada       |          |               | t tʰ   |         |                | k kʰ         | kw kʷʰ       |        |
| Plosiva        | Ejetiva        |          |               | tʼ     |         |                | kʼ           | kwʼ kʼʷ      | ɂ ʔ    |
| Africada       | plain          |          | ddh tθ        | dz ts  | dl tɬ   | j tʃ           |              |              |        |
| Africada       | Aspirada       |          | tth tθʰ       | ts tsʰ | tł tɬʰ  | ch tʃʰ         |              |              |        |
| Africada       | Ejectiva       |          | tthʼ tθʼ      | tsʼ    | tłʼ tɬʼ | chʼ tʃʼ        |              |              |        |
| Fricativa      | surda          |          | th θ          | s      | ł ɬ     | sh ʃ           | hh χ         | hhw χʷ       | h      |
| Fricativa      | sonora         |          | dh ð          | z      | l ɮ     | zh ʒ           | gh ʁ         | ghw ʁʷ       |        |
| Vibrante       | Vibrante       |          |               | r      |         |                |              |              |        |

As fricativas "velares" são em verdade uvulares.

### Vogais
Dene Suline apresenta vogais em seis qualidades diferentes.
|             | Anterior | Central | Posterior |
| ----------- | -------- | ------- | --------- |
| Fechada     | i        |         | u         |
| Semifechada | ë/e e    |         | o         |
| Aberta      | e ɛ      |         |           |
| Aberta      |          | a       |           |

A maioria pode ser:
- 'Oral ou Nasal
- Curta ou Longa

Com isso,, Dene Suline tem 16 fonemas vogais:
|             |             | Anterior | Anterior | Central | Central | Posterior | Posterior |
| curta       | longa       | curta    | longa    | curta   | longa   |           |           |
| ----------- | ----------- | -------- | -------- | ------- | ------- | --------- | --------- |
| Fechada     | oral        | i        | iː       |         |         | u         | uː        |
| Fechada     | nasal       | ĩ        | ĩː       |         |         | ũ         | ũː        |
| Semifechada | Semifechada | e        |          |         |         | o         |           |
| Semiaberta  | oral        | ɛ        | ɛː       |         |         |           |           |
| Semiaberta  | nasal       | ɛ̃        | ɛ̃ː       |         |         |           |           |
| Open        | oral        |          |          | a       | aː      |           |           |
| Open        | nasal       |          |          | ã       | ãː      |           |           |

Dene Suline tem ainda nove ditongos orais e nasais na forma  + /j/.
|         | Anterior | Anterior | Central | Central | Posterior | Posterior |
| oral    | nasal    | oral     | nasal   | oral    | nasal     |           |
| ------- | -------- | -------- | ------- | ------- | --------- | --------- |
| Fechada |          |          |         |         | uj        | ũj        |
| Medial  | ej       | ẽj       | əj      |         | oj        | õj        |
| Aberta  |          |          | aj      | ãj      |           |           |

### Tons
Dene Suline apresente dois tons:
- Alto
- Baixo

## Amostra de texto
Oração "Pai Nosso":
Noutaounynan ca tayen ouascoupetz, kit-ichenicassóuin sakitaganiouísít; pita ki-ouitapimacou agoué kit-outénats. Pita kikitouin toutaganiouisit. Assitz, ego ouascouptz. Mirinan oucachigatz nimilchiminan, ouechté teouch. Gayez chouerimeouinan ki maratirinisitâ agoué, ouechté ni chouerimananet, cakichiouahiamitz. Gayeu ega pemitaouinan machicaoueintan espich nekirak inaganiouiacou; miatau canoueriminan capech. Pita.